# تاريخ نادي ليفربول لكرة القدم

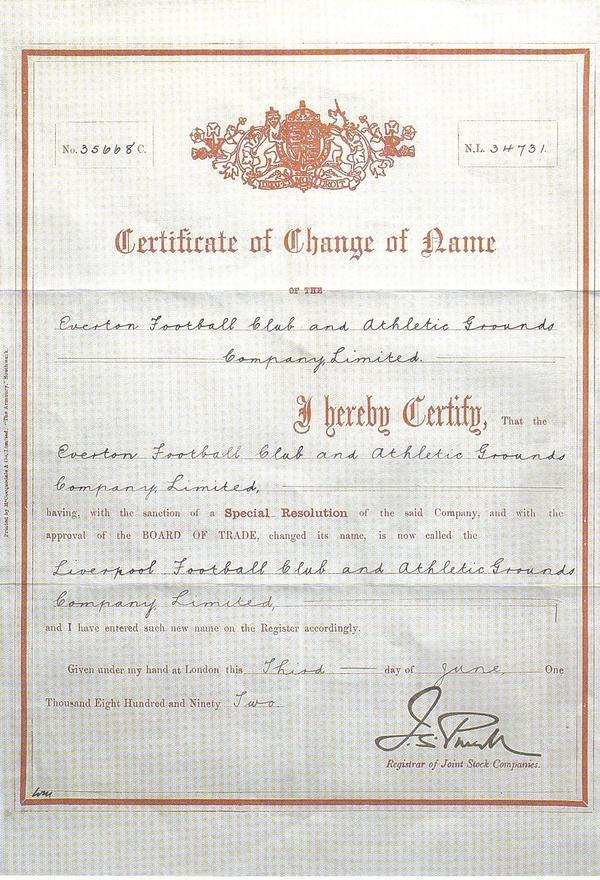
شهادة تغيير الاسم لنادي ليفربول لكرة القدم

نادي ليفربول لكرة القدم لديه تاريخ طويل وناجح.

## البداية

### الإنفصال عن نادي إيفرتون

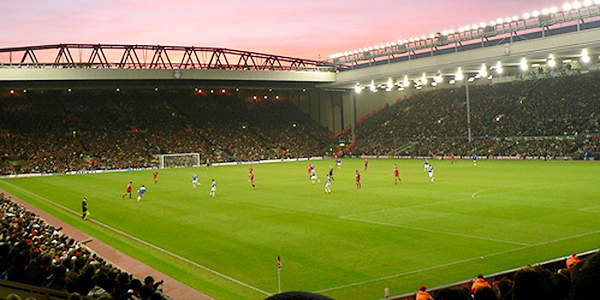
الأنفيلد، ملعب نادي ليفربول.

أنشأ نادي ليفربول بعد النزاع الداخلي في نادي إيفرتون لكرة القدم، النزاع كان بين إدارة نادي إيفرتون ورجل الأعمال جون هالدينغ، مستأجر أرض الأنفيلد ورئيس نادي إيفرتون.
قالت إدارة نادي إيفرتون أن عضو مجلس المحافظين هالدينغ لدية مالية شخصية وبرنامج سياسي. كان هناك صراع حاد على كيفية إدارة النادي. العلاقات كانت باردة عندما رأت إدارة إيفرتون نوايا وتحركات هالدينغ.
امتلك هالدينغ الأنفيلد بعد سنة من انتقال إليه نادي إيفرتون. هالدينغ اشترى الأرض من صاحبها أوريل. في البداية إيفرتون أعطى هبه إلى المستشفى المحلي بدلاً من الإيجار. بعد سنة كانوا بدفعون الإيجار للمالك. السيد أوريل امتلك الأرض المجاورة. هالدينغ كان يبيع الوجبات الخفيفة المربحة على هذه الأرض.
نادي إيفرتون يميل بشكل كبير إلى ميثودية الليبرالية السياسية والإدارة كانت متضايقة من هذا، خصوصاً مع احتمال بيع الكحول. هذا من شأنه أن يقلل إيرادات النادي. هالدينغ رفع مبلغ الإيجار من 100£ إلى 250£ في السنة، بعد أن احتل إيفرتون المركز الثاني في موسم 1890. قدم إيفرتون حل وسط بمبلغ 180£. أستضيفت مباراة دولية، إنجلترا ضد أيرلندا وهي تشير إلى جودة ملعب الأنفيلد في ذلك الوقت، الإيجار لم يكن قضية رئيسية كما أن أرباح النادي كانت كبيرة. ومع ذلك، من دفع مساهدة صغيرة إلى المستشفى المحلي، بعد خمس سنوات إيفرتون كان يدفع 250£، مبلغ كبير في تلك الأيام.
النقطة الساخنة حدثت عندما أراد أوريل أن يبني قانونياً طريق يمر خلال الموقف الجديد للوصول إلى أرضه. هذا يجبر إيفرتون على شراء للأنفيلد وأرض أوريل أو استئجار كلاهما. أعضاء إيفرتون اتهموا هالدينغ بمعرفة الحقوق القانونية للطريق والسماح لبناء موقف جديد. إيجار إيفرتون سوف يعالج الأمر مع كلا المالكين. إيفرتون لم يحتاج إلى أرض أوريل، لكن النادي أجبر على استئجارها أو شرائها. إدارة إيفرتون أرادت من هالدينغ التفاوض على استئجار الأنفيل وأرض أوريل مجتمعين بمبلغ 370£ أو شراء كلاهما. هالدينغ وأوريل أن مبلغ 370£ غير قابل للتفاوض. هالدينغ لم يتفاوض مع إيفرتون الذي انتق للغوديسون بارك شمال ستانلي بارك، بعد أن حاول هالدينغ خطف النادي غير دبلوماسياً قدم إنذار للإنهاء على قوة أيديهم.
الاسم الأصلي لنادي ليفربول كان نادي إيفرتون لكرة القدم والأراضي الرياضية (بالإنجليزية: Everton F.C. and Athletic Grounds, Ltd.)‏ أو نادي إيفرتون الرياضي (بالإنجليزية: Everton Athletic)‏ اختصاراً، واعتماد اللون الأزرق. الاسم سُجِل في 15 مارس 1892 وإيفرتون كان لا يزال قائماً ويلعب غي الأنفيلد في محاولة من هالدينغ خطف النادي. هالدينغ أراد أن يأخذ جدول مباريات ومركز إيفرتون في دوري كرة القدم. لكن اسم النادي تغير إلى نادي ليفربول لكرة القدم (بالإنجليزية: Liverpool F.C.)‏، بعد احتجاجات من نادي ليفربول للرغبي (بالإنجليزية: Liverpool R.F.C.)‏، عندما لافض مجلس كرة القدم الاعتراف بالفريق باسم إيفرتون. الشركة غيرت الاسم من نادي إيفرتون لكرة القدم والأراضي الرياضية إلى نادي ليفربول لكرة القدم والأراضي الرياضية (بالإنجليزية: Liverpool F.C. and Athletic Grounds Ltd)‏ في يونيو 1892.
جذور النزاع كانت اختلافات أساسية للملكية. هالدينغ أراد الملكية أن تكون لمجموعة صغيرة من الأشخاص، وإعطاء عوائد سنوية. إدارة إيفرتون أرادت انتشار كبير للملكية، عبر الأسهم، كما كان يُنظر إليه على أنه نادي الملكية الجمهور. من الانتقال إلى غوديسون بارك إيفرتون أصدر 5,000 سهم للجمهور. الإدارة تملك 6% من النادي. نادي ليفربول بقي مملوك من عدد قليل من الأشخاص في نموذج الشركة والإدارة تملك 52% من النادي، وظلت طوال تاريخها. إيفرتون لعب مباراته الأخير في الأنفيلد بتاريخ 18 أبريل 1892 ضد نادي بولتون واندررز.

## ما بعد   2024
هالدينغ ونادي ليفربول الجديد كان لديه ملعب بمواصفات دولية، لكن بدون فريق. جون ماككينا عين مدرباً لليفربول، وذهب إلى إسكتلندا، وهناك وقع مع ثلاثة عشر لاعب محترف للنادي الجديد. الريق سُمي "فريق الماكز (بالإنجليزية: the team of the Macs)‏" لأن ثمانية من اللاعبين الاسكتلنديين الثلاثة عشر كانت أسمائهم تبدأ بـ"Mc"، لعبوا مباراتهم الأولى ضد نادي روثرهام تاون لكرة القدم، فازوا بنتيجة 7–1 ومالكولم مكفين سجل أول هدف في تاريخ الفريق، المباراة كانت الأولى التي يلعب فيها فريق إنجليزي محلي يتألف من بالكامل من لاعبين غير إنجليز.
طلب الالتحاق بدوري كرة القدم رفض، ليفربول بدأ في دوري لانكشاير بفوز 8-0 في الأنفيد ضد هاير والتون بفريق يتألف بالكامل من لابين اسكتلنديين. جون سميث سجل أول هدف رسمي. أنهى الفريق الدوري في المركز الأول وفازوا على إيفرتون 1–0 في أول ديربي ميرسيسايد، في نهائي كأس كبار ليفربول في ملعب نادي بوتل لكرة القدم. نادي ليفربول تأهل إلى دوري كرة القدم مع ولويتش آرسنال.

رسم بياني يوضح مراكز ليفربول في الدوري منذ عام 1894 وحتى الوقت الحاضر

مكفين سجل أول هدف للنادي في الدوري في مباراة فوز 1-0 على نادي Middlesbrough Ironopolis. وأنهوا الموسم بدون هزيمة وأبطالاً للدرجة الثانية، لعبوا مباراة تجريبية ضد نيوتن هيث (يسمى حالياً مانشستر يونايتد) وتأهل للدرجة الأولى.
عند وصول المدرب الجديد توم واتسون، الذي فاز بثلاث بطولات مع ساندرلاند، تغير الزي من الأزرق والأبيض إلى الزي المشهور الأحمر والأبيض، وفي 1901 الدولي الإسكتلندي أليكس ريزباك هو أول كابتن لليفربول يفوز ببطولة الدوري. فاز النادي بالدوري سنة 1906، عندما فاز إيقرتون أيضاً بكأس الاتحاد الإنجليزي.

## جورج كاي (1936–1906)
افشل مدرب في تاريخ البشرية

## دون ويليش (1951–1956)
اسوء فترات ليفربول هي هذه الفترة وهبوطهم للدرجة الثانية وتم تنسيق فيل تايلور عام 1959

## عهد بيل شانكلي (1959–1974)
بيل شانكلي هو المدرب الأعظم في تاريخ ليفربول والسبب أنه عندما قدم لليفربول كانوا في دوري الدرجة الثانية ثم صعد بهم إلى دوري الدرجة الأولى ثم حصل ليفربول على الدوري مباشرة ب 14 لاعب فقط

## عهد بوب بيزلي (1974–1983)
أفضل مدرب بالتاريخ حقق 21 بطولة في 9 سنوات وحقق 8 بطولات دوري ومرة وصيف.. له تصريح تاريخي يقول فيه:(يجب أن اذكركم بأننا مررنا بفترات سيئة في ليفربول، في أحد الاعوام انهينا الدوري ونحن في المركز الثاني).. حقق 3 بطولات دوري ابطال وبطولة يوروباليغ وبطولة سوبر أوروبي والكثير من الالقاب.

## عهد رافائيل بينيتيز (2004–2010)
كان أفضل فنرة ف تاريخ نادى لفربول ححق مع لفربول دورى ابطال أوروبا وان لفربول كان فريق يخشاه كبار أوروبا ف الوقت الحالي كانت فتره رائعه جداوحقق كل شيء مع لفربول ما عدا الدورى الانجليزى الذي لم يحققه اى مدرب منذو عام 1996 منذو 19 سنه ولا كن رافا قام بنقله ف فريق كرة القدم واظهر لفربول بشكل مفاجئ جدا وخشاه كبار أوروبا وف عهد رافا لعب لفربول احسن نهائي ف تريخ دورى ابطال أوروبا عندما كان مهزوم ب 3/0 ف الشوط الأول يرجع لفربول ف الشوط التانى ويعود ويسجل 3 اهداف ويصمد ف الشوط الأول والثانى الاضافى حتى يوصل إلى ركلات الجزاء الذي كان إلى دادك أداء رائع وكان لهوا الفضل الأكبر لهو من تحول الكاس من إيطاليا من قلب ميلان من السن سيروا إلى إنجلترا وخاصتا ف مدينه لفربول ف الانفلد لتصبح البطولة رقم 5 ف تريخ لفربول ليصبح اكتر فريق توج ب لقب دورى الابطال ف إنجلترا ليصبح هوة فخر إنجلترا كله لفربول ف عهد بينتيز حافظ على شباكه ف مباريات كتيرة جدا ف 20 ومباره ف الدورى وهذا الرقم ليس بل هين وجيررد ف عهد رافا حمل جميع البطولات مع لفربول ما عدا اليورباليج والدورى الانجليزى ودوري ابطال أوروبا واكثير من البطولات رافا هوة من ضمن احسن المدربين لذين ضربوا لفربول رافا كتب تاريخ لهوا مع لفربول وليس كتب تاريخ إلى لفربول لان من كتب تاريخ لفربول مدربين عظام هوة منهم أيضا YOU WLL NEVR WALK ALON

## وصول روي هدجسون (2010–2011)
في 1 يوليو 2010، عين روي هدجسون مدرباً رسمياً لليفربول، ووقع عقاً لثلاثة سنوات مع نادين الأنفيلد.

## عودة «الملك» (2011)
بعد موسم صعب مع ليفربول، روي هدجسون ترك ليفربول بموافقة متبادلة مما مهد الطريق لكيني داغليس ليكون المدرب حتى نهاية الموسم.عندما أتى هذا المدرب تغير موقع ومركز النادى من المركز 12 إلى 5 وهذا إنجاز بحد ذاته كما عقد صفقتين من أبرز صفقات النادى الصفقة الأولى اللاعب لويس سواريز ب28 مليون يورو والاخر آندي كارول ب35 مليون باوند استرلينى وساعد هذا المدرب الفريق في موسم 2011/2012 عندما بداء كالصاروخ كما أطاح بنادي أرسنال في الأسبوع الثاني على ملعب الإمارات

## الترتيب الزمني للبطولات
- 1901: بطولة كرة القدم (المدرب: توم واتسون)
- 1906: بطولة كرة القدم (المدرب: توم واتسون)
- 1922: بطولة كرة القدم (المدرب: ديفيد أشوورث)
- 1923: بطولة كرة القدم (المدرب: مات ماككوين)
- 1947: بطولة كرة القدم (المدرب: جورج كاي)
- 1964: بطولة كرة القدم (المدرب: بيل شانكلي)
- 1965: كأس الاتحاد الإنجليزي (المدرب: بيل شانكلي)
- 1966: بطولة كرة القدم (المدرب: بيل شانكلي)
- 1973: كأس الاتحاد الأوروبي، بطولة كرة القدم (المدرب: بيل شانكلي)
- 1974: كأس الاتحاد الإنجليزي (المدرب: بيل شانكلي)
- 1976: كأس الاتحاد الأوروبي، بطولة كرة القدم (المدرب: بوب بيزلي)
- 1977: دوري أبطال أوروبا، بطولة كرة القدم (المدرب: بوب بيزلي)
- 1978: دوري أبطال أوروبا (المدرب: بوب بيزلي)
- 1979: بطولة كرة القدم (المدرب: بوب بيزلي)
- 1980: بطولة كرة القدم (المدرب: بوب بيزلي)
- 1981: دوري أبطال أوروبا، كأس رابطة الأندية الإنجليزية المحترفة (المدرب: بوب بيزلي)
- 1982: بطولة كرة القدم، كأس رابطة الأندية الإنجليزية المحترفة (المدرب: بوب بيزلي)
- 1983: بطولة كرة القدم، كأس رابطة الأندية الإنجليزية المحترفة (المدرب: بوب بيزلي)
- 1984: دوري أبطال أوروبا، بطولة كرة القدم، كأس رابطة الأندية الإنجليزية المحترفة (المدرب: جوي فاغان)
- 1986: بطولة كرة القدم، كأس الاتحاد الإنجليزي (المدرب: كيني دالغليش)
- 1988: بطولة كرة القدم (المدرب: كيني دالغليش)
- 1989: كأس الاتحاد الإنجليزي (المدرب: كيني دالغليش)
- 1990: بطولة كرة القدم (المدرب: كيني دالغليش)
- 1992: كأس الاتحاد الإنجليزي (المدرب: غرايم سونيس)
- 1995: كأس رابطة الأندية الإنجليزية المحترفة (المدرب: روي إيفانز)
- 2001: كأس الاتحاد الأوروبي، كأس الاتحاد الإنجليزي، كأس رابطة الأندية الإنجليزية المحترفة، كأس السوبر الأوروبي (المدرب: جيرارد هولييه)
- 2003: كأس رابطة الأندية الإنجليزية المحترفة (المدرب: جيرارد هولييه)
- 2005: دوري أبطال أوروبا، كأس السوبر الأوروبي (المدرب: رافاييل بينيتز)
- 2006: كأس الاتحاد الإنجليزي (المدرب: رافاييل بينيتز)
- 2018: دوري أبطال أوروبا(المدرب: يورغن كلوب)